# فرودگاه نات تری

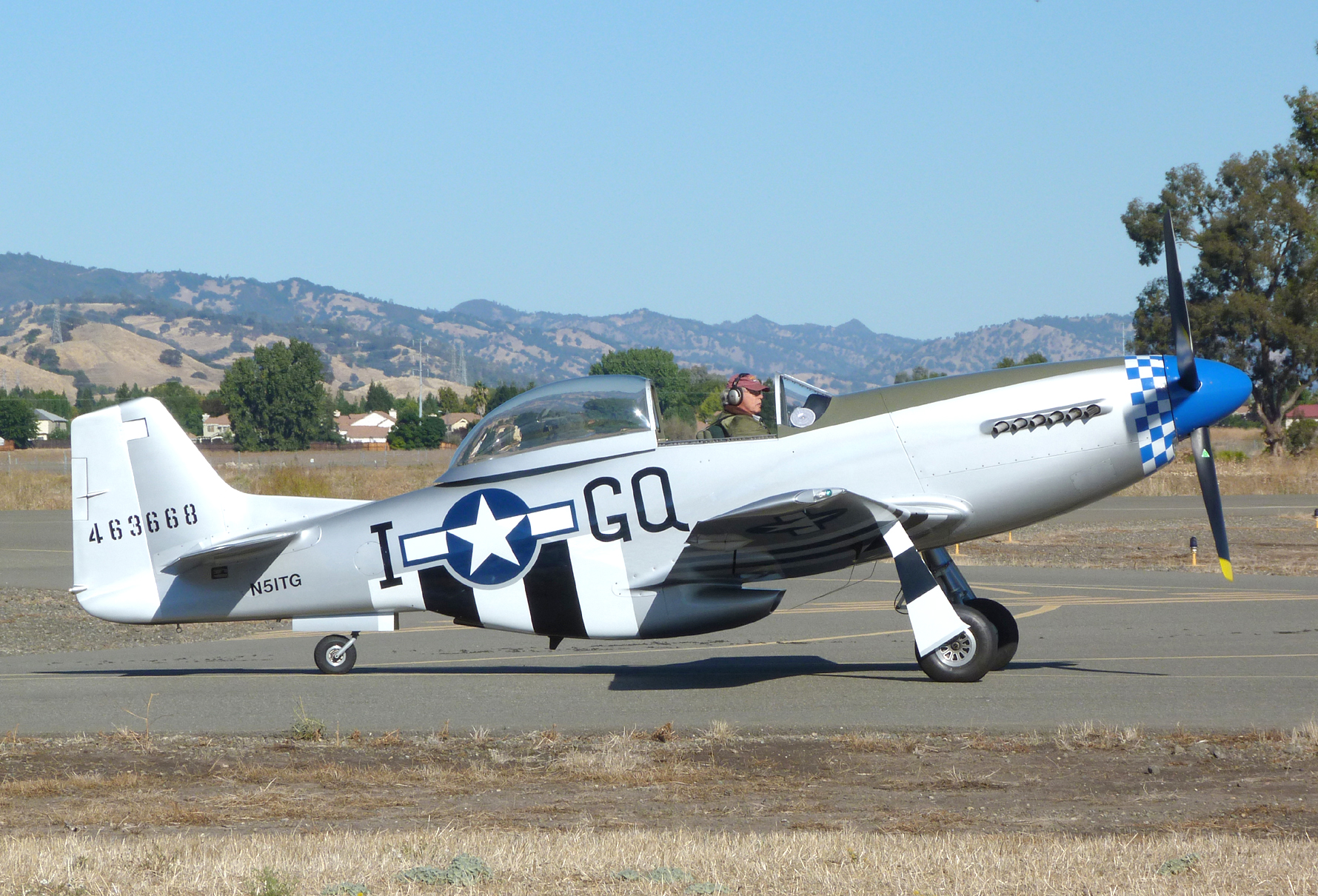
تصویر فرودگاه نات تری

فرودگاه نات تری (به انگلیسی: Nut Tree Airport) یک فرودگاه همگانی بهره‌برداری هوایی است که یک باند فرود آسفالت دارد و طول باند آن ۱۴۳۳ متر است. این فرودگاه در شهر واکاویل، کالیفرنیا کشور ایالات متحده آمریکا قرار دارد و در ارتفاع ۳۶ متری از سطح دریا واقع شده‌است.